# Ка (река)
Ка (вьет. Cả), или Лам (на вьетнамских картах вьет. Lam) (на тер. Лаоса — Нэн) — река в Лаосе и Вьетнаме. Одна из главных рек северной части центрального Вьетнама.
Длина около 531 км, площадь бассейна 27 200 км². Берёт начало на границе Лаоса и Вьетнама при слиянии реки Нён и реки Мат.
Питание преимущественно дождевое. Половодье летне-осеннее. Средний годовой расход воды 680 м³/с.
В верховьях пересекает отроги хребта Чыонгшон, в низовьях течёт по приморской равнине, впадает в залив Бакбо Южно-Китайского моря. Рекой образована равнина Хатинь (площадью 1800 км²). Воды используются для орошения.
В эстуарии реки Кыахой (вьет. Cửa Hội) стоит вьетнамский город Винь.
Во вьетнамском атласе 2006 года в нижнем течении реки указано название Лам (вьет. Lam). Названием Ка (вьет. Cả) подписан участок реки на территории провинции Нгеан, выше населённого пункта Лам.